# Futbol Club Barcelona Atlètic
El Futbol Club Barcelona Atlètic (anteriorment Futbol Club Barcelona B) és el club de futbol filial del Futbol Club Barcelona de la ciutat de Barcelona. Actualment, juga a la Primera Federació.

## Precedents
El 1922 es crea un club anomenat CD Filatures al barri de Sant Andreu que anys més tard esdevindrà CD Fabra i Coats. Jugava amb una samarreta amb franges blanques i negres.
El primer d'agost de 1934 es fundà la Societat Deportiva Espanya Industrial, com a secció esportiva de la factoria del mateix nom. En començar la temporada 1956-57 canvia el seu nom pel de Club Esportiu Comtal.
El 1965 neix l'Atlètic Catalunya, successor del Fabra i Coats, després d'estrènyer llaços amb el Barça. L'equip canvià l'uniforme per un de blau-grana, amb les franges més estretes que les del Barça i pantaló blau. El Comtal canvià també el seu uniforme, vestint de blau-grana entre el 1968 i el 1970.

## Història
El FC Barcelona Atlètic neix amb el nom de Barcelona Atlétic l'any 1970, sota la presidència d'Agustí Montal en decidir la fusió del CE Comtal i de l'Atlètic Catalunya i amb l'objectiu que els joves jugadors formats al planter blau-grana completin la seva formació competint amb jugadors professionals de la Segona Divisió de futbol. L'any 1991 adoptà el nom de FC Barcelona B seguint una normativa federativa sobre les denominacions dels clubs filials. El juliol del 2008 adopta l'antiga denominació de FC Barcelona Atlètic i el 2010 amb l'entrada de l'entrada a la presidència de Sandro Rosell es torna a anomenar Barça B. El maig del 2022 readopta la denominació de FC Barcelona Atlètic al segon any del segon període de la presidència de Joan Laporta.
Malgrat ser filial blaugrana, hom considera el Barça Atlètic un equip professional que competeix en competicions professionals, i tots els seus jugadors tenen fitxa professional excepte els casos que juguen amb fitxa de l'equip juvenil.
Per les files del Barcelona Atlètic han passat grans jugadors que han arribat a jugar al primer equip com Pedraza, Carrasco, Calderé, Amor, Ferrer, Guardiola, Sergi, Xavi, Valdés, Iniesta, De la Peña, Puyol o Leo Messi. Més recentment hi han passat Lamine Yamal, Marc Bernal i Casadó, Iñaki Peña, i Pau Cubarsí
El catalanodanès Thomas Christiansen té el rècord de ser l'únic jugador que ha arribat a la selecció absoluta espanyola essent jugador del Barcelona Atlètic.
Durant el mandat de Josep Maria Bartomeu la planificació esportiva del filial blaugrana fou deficient, en el qual destacaren fitxatges de poc rendiment i fugues de talent que ha acabat per triomfar fora del club, model que va rebre crítiques en l'entorn blaugrana.

## Estadi
El Barça Atlètic jugava els seus partits al Mini Estadi, un terreny de joc que estava situat dins de les instal·lacions del club a les Corts, annex al Camp Nou. Tenia una capacitat per a 15.276 espectadors. Actualment disputa els seus partits a l'Estadi Johan Cruyff, situat a la Ciutat Esportiva Joan Gamper de Sant Joan Despí. Té una capacitat per a 6.000 espectadors.

## Palmarès
- 5 cops campió de 2a Divisió B (1981-82, 1990-91, 1997-98, 2001-02, 2016-17)
- 2 cops campió de 3a Divisió (1973-74, 2007-08)
- 1 Torneig Costa Brava (2010)

## Temporades
Contant la temporada 2023-24, el club ha militat 23 vegades a Segona Divisió, 26 a Segona B i Primera RFEF, 4 a Tercera Divisió i 1 a Preferent Territorial.
| - 1970-71 3a Divisió 4t - 1971-72 3a Divisió 19è - 1972-73 Preferent Territorial 1è - 1973-74 3a Divisió 1r - 1974-75 2a Divisió 10è - 1975-76 2a Divisió 6è - 1976-77 2a Divisió 20è - 1977-78 2a Divisió B 5è - 1978-79 2a Divisió B 4t - 1979-80 2a Divisió B 14è - 1980-81 2a Divisió B 3r - 1981-82 2a Divisió B 1r - 1982-83 2a Divisió 11è - 1983-84 2a Divisió 7è - 1984-85 2a Divisió 9è - 1985-86 2a Divisió 13è - 1986-87 2a Divisió 9è - 1987-88 2a Divisió 8è |  | - 1988-89 2a Divisió 17è - 1989-90 2a Divisió B 2n - 1990-91 2a Divisió B 1r - 1991-92 2a Divisió 6è - 1992-93 2a Divisió 8è - 1993-94 2a Divisió 8è - 1994-95 2a Divisió 6è - 1995-96 2a Divisió 14è - 1996-97 2a Divisió 19è - 1997-98 2a Divisió B 1r - 1998-99 2a Divisió 20è - 1999-00 2a Divisió B 11è - 2000-01 2a Divisió B 9è - 2001-02 2a Divisió B 1r - 2002-03 2a Divisió B 2n - 2003-04 2a Divisió B 8è - 2004-05 2a Divisió B 11è - 2005-06 2a Divisió B 6è |  | - 2006-07 2a Divisió B 19è - 2007-08 3a Divisió 1r - 2008-09 2a Divisió B 5è - 2009-10 2a Divisió B 2n - 2010-11 2a Divisió 3r - 2011-12 2a Divisió 8è - 2012-13 2a Divisió 9è - 2013-14 2a Divisió 3r - 2014-15 2a Divisió 22è - 2015-16 2a Divisió B 11è - 2016-17 2a Divisió B 1r - 2017-18 2a Divisió 20è - 2018-19 2a Divisió B 8è - 2019-20 2a Divisió B 2n - 2020-21 2a Divisió B 2n - 2021-22 Primera RFEF 9è - 2022-23 Primera RFEF 4t - 2023-24 Primera RFEF 3r (finals de play-off d'ascens) - 2024-25 Primera RFEF |  |  |

## Dades
- Temporades a 2a A: 23
- Temporades a 2a B: 26
- Temporades a 3a: 4

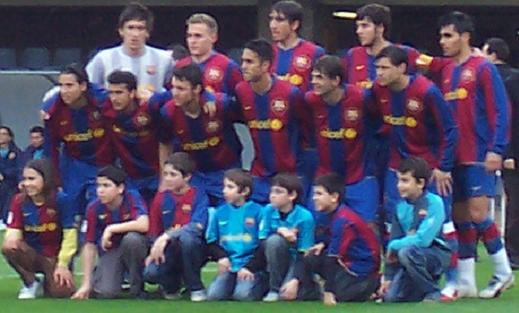
Un equip titular del Barça B el 2007/08

- Temporades a Preferent Territorial: 1
- Debut a Segona divisió espanyola: 74-75
- Millor lloc a la Lliga: 3r (Segona divisió espanyola temporades: 2010-11/2013-14)
- Pitjor lloc a la Lliga: 1r (Preferent Territorial espanyola temporades: 72-73)

## Plantilla 2025-26
A 22 juliol 2025 
| N. | Pos. | Nac. | Jugador          |
| -- | ---- | --- | ---------------- |
| —  | POR  | [[Fitxer:Flag of the United States.svg\|23x15px\|border \|alt=Estats Units d'Amèrica\|link=Selecció de futbol dels Estats Units\|{{#if:\|]] | Diego Kochen     |
| —  | POR  | [[Fitxer:Flag of Spain.svg\|23x15px\|border \|alt=Espanya\|link=Selecció de futbol d'Espanya\|{{#if:\|]]                                    | Eder Aller       |
| —  | POR  | [[Fitxer:Flag of Azerbaijan.svg\|23x15px\|border \|alt=Azerbaidjan\|link=Selecció de futbol de l'Azerbaidjan\|{{#if:\|]]                    | Eidar Taghizada  |
| —  | DEF  | [[Fitxer:Flag of Spain.svg\|23x15px\|border \|alt=Espanya\|link=Selecció de futbol d'Espanya\|{{#if:\|]]                                    | Álvaro Cortés    |
| —  | DEF  | [[Fitxer:Flag of Spain.svg\|23x15px\|border \|alt=Espanya\|link=Selecció de futbol d'Espanya\|{{#if:\|]]                                    | Andrés Cuenca    |
| —  | DEF  | [[Fitxer:Flag of Catalonia.svg\|23x15px\|border \|alt=Catalunya\|link=Selecció de futbol de Catalunya\|{{#if:\|]]                           | Alexis Olmedo    |
| —  | DEF  | [[Fitxer:Flag of Senegal.svg\|23x15px\|border \|alt=Senegal\|link=Selecció de futbol del Senegal\|{{#if:\|]]                                | Mamadou Mbacke   |
| —  | DEF  | [[Fitxer:Flag of the United States.svg\|23x15px\|border \|alt=Estats Units d'Amèrica\|link=Selecció de futbol dels Estats Units\|{{#if:\|]] | Adrian Gill      |
| —  | DEF  | [[Fitxer:Flag of Spain.svg\|23x15px\|border \|alt=Espanya\|link=Selecció de futbol d'Espanya\|{{#if:\|]]                                    | Álex Campos      |
| —  | DEF  | [[Fitxer:Flag of Spain.svg\|23x15px\|border \|alt=Espanya\|link=Selecció de futbol d'Espanya\|{{#if:\|]]                                    | Joan Anaya       |
| —  | DEF  | [[Fitxer:Flag of Catalonia.svg\|23x15px\|border \|alt=Catalunya\|link=Selecció de futbol de Catalunya\|{{#if:\|]]                           | Landry Farré     |
| —  | DEF  | [[Fitxer:Flag of Ghana.svg\|23x15px\|border \|alt=Ghana\|link=Selecció de futbol de Ghana\|{{#if:\|]]                                       | David Oduro      |
| —  | DEF  | [[Fitxer:Flag of England.svg\|23x15px\|border \|alt=Anglaterra\|link=Selecció de futbol d'Anglaterra\|{{#if:\|]]                            | Alexander Walton |
| —  | DEF  | [[Fitxer:Flag of Catalonia.svg\|23x15px\|border \|alt=Catalunya\|link=Selecció de futbol de Catalunya\|{{#if:\|]]                           | Jofre Torrents   |
| —  | MIG  | [[Fitxer:Flag of Catalonia.svg\|23x15px\|border \|alt=Catalunya\|link=Selecció de futbol de Catalunya\|{{#if:\|]]                           | Xavi Espart      |
| —  | MIG  | [[Fitxer:Flag of Spain.svg\|23x15px\|border \|alt=Espanya\|link=Selecció de futbol d'Espanya\|{{#if:\|]]                                    | Tommy Marqués    |
| —  | MIG  | [[Fitxer:Flag of Spain.svg\|23x15px\|border \|alt=Espanya\|link=Selecció de futbol d'Espanya\|{{#if:\|]]                                    | Brian Fariñas    |
| —  | MIG  | [[Fitxer:Flag of Catalonia.svg\|23x15px\|border \|alt=Catalunya\|link=Selecció de futbol de Catalunya\|{{#if:\|]]                           | Quim Junyent     |

| N. | Pos. | Nac. | Jugador                       |
| -- | ---- | --- | ----------------------------- |
| —  | MIG  | [[Fitxer:Flag of Spain.svg\|23x15px\|border \|alt=Espanya\|link=Selecció de futbol d'Espanya\|{{#if:\|]]                                             | Guille Fernández              |
| —  | MIG  | [[Fitxer:Flag of Spain.svg\|23x15px\|border \|alt=Espanya\|link=Selecció de futbol d'Espanya\|{{#if:\|]]                                             | Pedro Rodríguez               |
| —  | MIG  | [[Fitxer:Flag of Spain.svg\|23x15px\|border \|alt=Espanya\|link=Selecció de futbol d'Espanya\|{{#if:\|]]                                             | Marcos Parriego               |
| —  | MIG  | [[Fitxer:Flag of Spain.svg\|23x15px\|border \|alt=Espanya\|link=Selecció de futbol d'Espanya\|{{#if:\|]]                                             | Dro Fernández                 |
| —  | MIG  | [[Fitxer:Flag of Spain.svg\|23x15px\|border \|alt=Espanya\|link=Selecció de futbol d'Espanya\|{{#if:\|]]                                             | Juan Hernández                |
| —  | DAV  | [[Fitxer:Flag of Spain.svg\|23x15px\|border \|alt=Espanya\|link=Selecció de futbol d'Espanya\|{{#if:\|]]                                             | Dani Rodríguez                |
| —  | DAV  | [[Fitxer:Flag of the Dominican Republic.svg\|23x15px\|border \|alt=República Dominicana\|link=Selecció de futbol de República Dominicana\|{{#if:\|]] | Óscar Ureña                   |
| —  | DAV  | [[Fitxer:Flag of Catalonia.svg\|23x15px\|border \|alt=Catalunya\|link=Selecció de futbol de Catalunya\|{{#if:\|]]                                    | Víctor Barberá                |
| —  | DAV  | [[Fitxer:Flag of Catalonia.svg\|23x15px\|border \|alt=Catalunya\|link=Selecció de futbol de Catalunya\|{{#if:\|]]                                    | Toni Fernández                |
| —  | DAV  | [[Fitxer:Flag of Spain.svg\|23x15px\|border \|alt=Espanya\|link=Selecció de futbol d'Espanya\|{{#if:\|]]                                             | Raúl Dacosta                  |
| —  | DAV  | [[Fitxer:Flag of Catalonia.svg\|23x15px\|border \|alt=Catalunya\|link=Selecció de futbol de Catalunya\|{{#if:\|]]                                    | Pau Cifuentes                 |
| —  | DAV  | [[Fitxer:Flag of Spain.svg\|23x15px\|border \|alt=Espanya\|link=Selecció de futbol d'Espanya\|{{#if:\|]]                                             | Sama Nomoko                   |
| —  | DAV  | [[Fitxer:Flag of Catalonia.svg\|23x15px\|border \|alt=Catalunya\|link=Selecció de futbol de Catalunya\|{{#if:\|]]                                    | Òscar Gistau                  |
| —  | DAV  | [[Fitxer:Flag of the Netherlands.svg\|23x15px\|border \|alt=Països Baixos\|link=Selecció de futbol dels Països Baixos\|{{#if:\|]]                    | Shane Kluivert                |
| —  | DAV  | [[Fitxer:Flag of Sweden.svg\|23x15px\|border \|alt=Suècia\|link=Selecció de futbol de Suècia\|{{#if:\|]]                                             | Roony Bardghji                |
| —  | DAV  | [[Fitxer:Flag of Catalonia.svg\|23x15px\|border \|alt=Catalunya\|link=Selecció de futbol de Catalunya\|{{#if:\|]]                                    | Jan Virgili                   |
| —  | DAV  | [[Fitxer:Flag of Mali.svg\|23x15px\|border \|alt=Mali\|link=Selecció de futbol de Mali\|{{#if:\|]]                                                   | Ibrahim Diarra                |
| —  | DAV  | [[Fitxer:Flag of Ghana.svg\|23x15px\|border \|alt=Ghana\|link=Selecció de futbol de Ghana\|{{#if:\|]]                                                | Aziz Issah (cedit pel Dreams) |

### Cos tècnic
| Posició                  | Personal                                   |
| ------------------------ | ------------------------------------------ |
| Entrenador               | Juliano Belletti                           |
| Segon entrenador         | Fran Sánchez                               |
| Entrenador de porters    | Unai Alba                                  |
| Preparador físic         | Pablo Rivas Ramiro Marín                   |
| Analista                 | Joan Vicente                               |
| Metge                    | Xavier Valle                               |
| Scout                    | Jérôme Bigot                               |
| Fisioterapeuta           | Jon Álvarez Chechu Pérez Francesc Guilanyà |
| Utiller                  | Carles Busquets                            |
| Entrenador del Juvenil A | Pol Planas                                 |

Darrera actualització: 26 juliol 2025
Font: FC Barcelona B

### Plantilles d'anteriors temporades
- Plantilla de la temporada 2008-2009
- Plantilla de la temporada 2009-2010
- Plantilla de la temporada 2010-2011
- Plantilla de la temporada 2011-2012
- Plantilla de la temporada 2013-2014
- Plantilla de la temporada 2014-2015

## Jugadors destacats
| - Martín Montoya - Sergi Roberto - Marc Bartra - Sergi Busquets - Josep Villarroya - Bojan Krkic - Gerard Piqué - Giovanni dos Santos - Jonathan dos Santos - Lionel Messi - Thiago Motta - Fernando Navarro Corbacho - Sergio García - Andrés Iniesta | - Víctor Valdés - Oleguer Presas - Albert Jorquera - Xavi - Carles Puyol - Cesc Fàbregas - Luis García - Mikel Arteta - Gabri García - Gerard López Segú - Daniel González Güiza - José Manuel Reina - Albert Luque - Javier Moreno Varela | - Francisco Joaquín Pérez Rufete - Francesc Xavier Garcia Pimienta - Quique Álvarez - Iván de la Peña - Roger García Junyent - Óscar García Junyent - Antoni Pinilla Miranda - Jordi Cruyff - Albert Celades - Óscar López - Jordi López - Thomas Christiansen - David Sánchez - Guillem Amor | - Sergi Barjuán - Albert Ferrer - Pep Guardiola - Cristóbal Parralo Aguilera - Luis Milla Aspas - Enric Gensana - Mohammed Alí Amar - Sígfrid Gràcia - Lluís Carreras i Ferrer - Francisco José Carrasco - Ramon Maria Calderé i Rey - Paco Clos - Ferran Olivella - Tito Vilanova | - Carles Rexach - Josep Maria Fusté - Luis Suárez - Víctor Sánchez - Just Tejada - Ramon Maria Calderé - Martí Vergés - Dagoberto Moll - Marià Gonzalvo i Falcon - Georg Hanke - Thiago Alcántara - Rafael Alcántara - Andrea Orlandi Stabilin |  |

## Entrenadors
- Josep Seguer (1970–72)
- Lluís Aloy (1972–76)
- Laureano Ruiz (1976–78)
- Antoni Torres (1978–79, 1980–83)
- Joan Segarra (1979–80)
- Jaume Olivé (1980)
- José Luis Romero (1983–84)
- Joan Martínez Vilaseca (1984–87)
- Lluís Pujol (1987–89)
- Quique Costas (1989–96, 2001–03, 2005–07)
- Juande Ramos (1996–97)
- Josep Maria Gonzalvo (1997–01)
- Pere Gratacós (2003–05)
- Pep Guardiola (2007–08)
- Luis Enrique Martínez (2008–11)
- Eusebio Sacristán (2011–15)
- Jordi Vinyals (2015)
- Gerard López (2015–18)
- Garcia Pimienta (2018–21)
- Sergi Barjuan (2021–22)
- Rafael Márquez (2022–24)
- Albert Sánchez (2024–25)
- Sergi Milà (2025)
- Juliano Belletti (2025–)